# Cuviera leniochlamys
Cuviera leniochlamys är en måreväxtart som beskrevs av Karl Moritz Schumann. Cuviera leniochlamys ingår i släktet Cuviera och familjen måreväxter.
Artens utbredningsområde är Kamerun. Inga underarter finns listade i Catalogue of Life.